# Autumn Leaves: Live at Sweet Basil
Autumn Leaves: Live at Sweet Basil è un CD live a nome della Nat Adderley Sextet, pubblicato dalla Evidence Records nell'ottobre del 1994.
I brani contenuti nel CD sono tratti dai due concerti tenuti dal sestetto del cornettista il 12 e 13 maggio 1990 al Sweet Basil di New York.
In precedenza (1992) era stato pubblicato solo in Germania il CD con lo stesso titolo dall'etichetta Sweet Basil Records (660 55 013), con gli stessi quattro brani, l'unica differenza era il titolo del quarto brano: Tribute to Holiday (invece di For Duke and Cannon).

## Tracce
1. Big P. – 12:51 (Jimmy Heath)
2. Autumn Leaves – 20:24 (Jacques Prévert, Joseph Kosma, Johnny Mercer)
3. Yesterdays – 15:01 (Otto Harbach, Jerome Kern)
4. For Duke and Cannon – 9:47 (Sonny Fortune)

Durata totale: 58:03

## Musicisti
- Nat Adderley - cornetta
- Sonny Fortune - sassofono alto
- Vincent Herring - sassofono alto
- Rob Bargad - pianoforte
- Walter Booker - contrabbasso
- Jimmy Cobb - batteria